# Quản lý thể thao
Quản lý thể thao hay kinh doanh thể thao là lĩnh vực kinh doanh liên quan đến thể thao và tiêu khiển. Một vài ví dụ về các nhà quản lý thể thao có thể kể đến hệ thống phòng giao dịch trong các đơn vị quản lý thể thao chuyên nghiệp và thể thao giảng đường, quản lý thể thao giải trí, tiếp thị thể thao, tổ chức sự kiện, quản lý chức năng, kinh tế học thể thao, tài chính thể thao và thông tin thể thao.

## Các lĩnh vực
Bằng Cử nhân và Thạc sĩ về quản lý thể thao có thể có được từ nhiều trường đại học và cao đẳng tại Việt Nam cũng như trên thế giới.